# Berlancourt (Oise)
Berlancourt è un comune francese di 335 abitanti situato nel dipartimento dell'Oise della regione dell'Alta Francia.

## Società

### Evoluzione demografica
Abitanti censiti